# Karel De Kesel

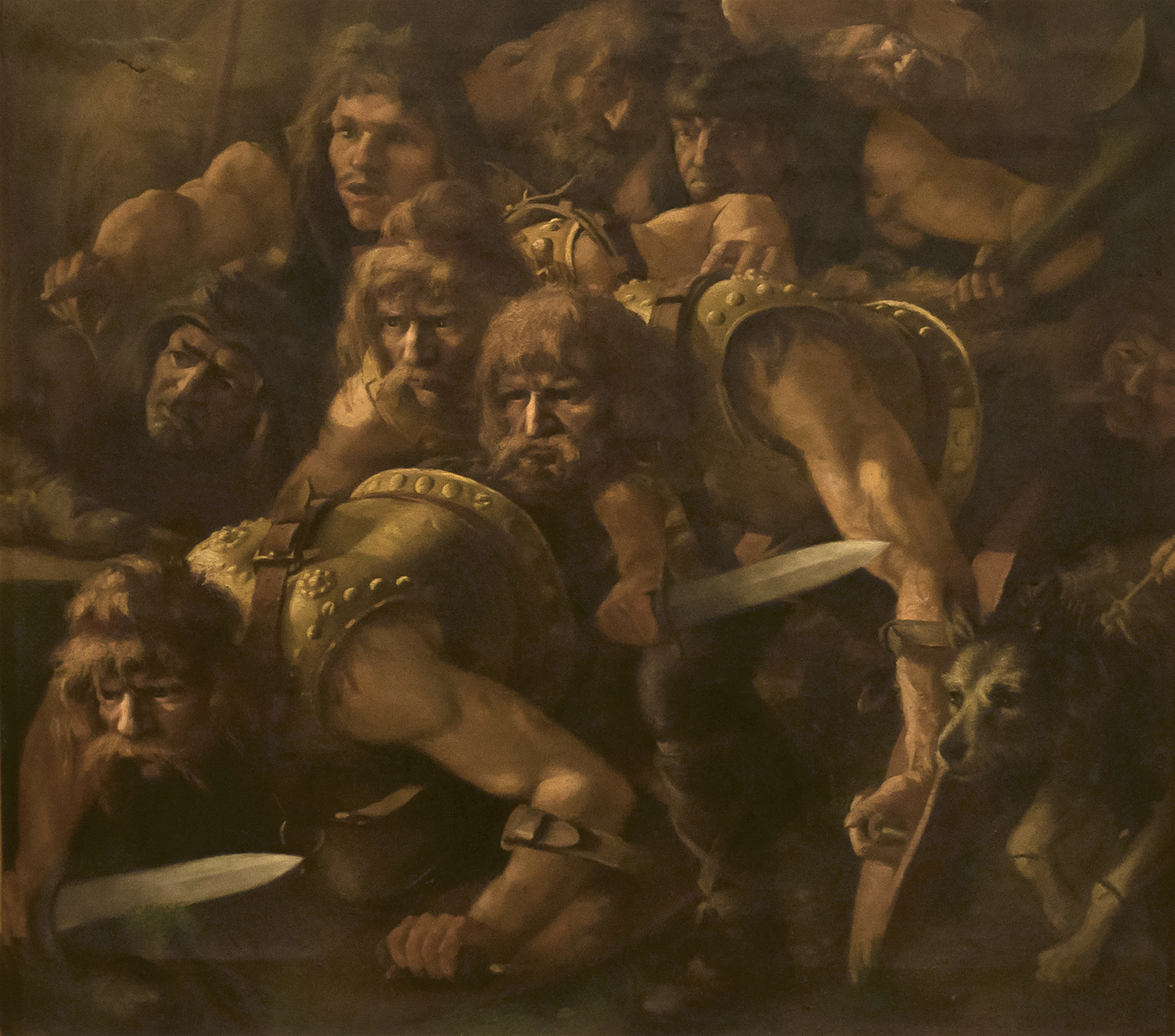
Gallische strijders door Karel De Kesel (1893) in het Museum voor Schone Kunsten (Doornik)

Karel De Kesel (Zomergem, 11 augustus 1849 – Erlangen, 1922) was een Belgisch kunstschilder-beeldhouwer.

Hij volgde opleiding aan de kunstacademie te Gent, aan de École nationale supérieure des beaux-arts in Parijs en bij beeldhouwer Friedrich Drake in Berlijn. in 1872 en in 1877 behaalde hij een tweede prijs in het concours voor de Prijs van Rome.
Karel De Kesel woonde van ca. 1900 tot 1909 in Oostende. Hij stichtte er, samen met enkele lokale kunstenaars als Jan De Clerck en Oscar De Clerck de Cercle Artistique d’Ostende. Hij hielp mee bij het ontwerpen van de decoratie van een aantal gebouwen in Oostende.
Hij schilderde zowel portretten, als genrestukken en ontwierp keramiek. Hij was ook medeontwerper van de Historische stoet der Pacificatie van Gent, die in 1876 door Gent trok.
- International Standard Name Identifier: 0000 0000 8422 0000
- Library of Congress Control Number: n87854155
- RKD-Nederlands Instituut voor Kunstgeschiedenis: 112592
- Union List of Artist Names: 500149614
- Virtual International Authority File: 6457768
- WorldCat: E39PBJh8M3kYrghVgkqdcKK68C